# Curley Jim Morrison
James „Curley Jim“ Morrison ist ein US-amerikanischer Country- und Rockabilly-Musiker. Der Rockabilly-Szene ist Morrison vor allem durch seinen Titel Rock and Roll Itch bekannt.

## Leben
Geboren wurde Morrison 1927 in Kentucky. 1945 wurde er zur US Army einberufen und verpflichtete sich nach seinem Dienst in der Army für die US Air Force. Ende der 1940er-Jahre begann Morrison, als „Curley Jim“ in Kentucky als Country-Musiker aufzutreten. Durch seine Tätigkeit bei der Air Force wurde Morrison häufig in verschiedene Gebiete der USA versetzt. Mitte der 1950er-Jahre wurde er auf die neue Homestead Air Force Base südlich von Miami stationiert und zog folglich nach Süd-Florida. Dort gründete er mit anderen Soldaten und einheimischen Musikern die Band The Billey Rocks, mit der er in der Umgebung Miamis Country und Rock ’n’ Roll spielte. 
Unter anderem trat die Band im Programm des Musikers, Promoters und Moderatoren „Uncle“ Harve Spivey auf, der Morrison und die Billey Rocks für sein neues Plattenlabel Metro Records gewinnen konnte. Es wurde die energiegeladene Nummer Rock and Roll Itch eingespielt. Zusammen mit dem weiteren Song Air Force Blues wurde die Single in der Umgebung von Miami wahrgenommen. Nachdem Metro aufgrund eines Rechtsstreites mit dem Major-Label MGM Records schließen musste, wurde das Label von Spivey unter dem Namen Mida Records neu aufgesetzt. Zusammen mit den Billey Rocks spielte Morrison Rock and Roll Itch und Air Force Blues erneut ein, diesmal aber insgesamt etwas zurückhaltender. Er reduzierte das Tempo von Rock and Roll Itch, verzichtete auf einen Echoeffekt und baute ein Klavier in die Songs ein. Auch diesmal erreichte die Single nicht die nationalen Charts. Trotzdem durfte er bei Mida 1959 eine zweite Single einspielen, Sloppy, Sloppy Suzie. Dieser Titel war ein Instrumental, das jeweils von einer Strophe, gesungen von Morrison, am Anfang und am Ende eingeleitet bzw. beendet wurde.
Anfang der 1960er-Jahre verblasste der Erfolg von Rock ’n’ Roll und Rockabilly, sodass Morrison sich wieder der Country-Musik zuwandte. Anfang der 1960er-Jahre siedelte Morrison nach Fort Worth über, wo er die nächsten Jahre stationiert war. Dort begann seine kommerziell erfolgreichste Phase. Anfang 1962 konnte er für Manco Records bei mit einer Parodie von Jimmy Deans Hit Big Bad John, die er Little John nannte, einen regionalen Erfolg verzeichnen. Sein größter „Hit“ wurde seine Adaption des Klassikers Ace in the Hole auf seinem eigenen Label Curley Q Records. 
Morrison war in den Jahren danach in Colorado, Kalifornien und Illinois stationiert, wo er seine Aktivitäten als Musiker fortführte. Nach seiner Pensionierung kehrte Morrison nach Fort Worth zurück, wo er weiterhin Schallplatten ohne nennenswerten Erfolg veröffentlichte. Heute ist Morrison durch zahlreiche Wiederveröffentlichungen auf Rockabilly-Samplern vor allem dieser Szene bekannt. Insgesamt finden sich seine Songs seit 1980 auf 14 verschiedenen Wiederveröffentlichungen wieder.
Morrison starb 1993. Lange Zeit blieb die Biographie Morrisons im Dunkeln, obwohl seine Schallplatten heutzutage teilweise über 100 US-Dollar Wert sein können. Erst 2021 konnte der Musik-Journalist Alexander Petrauskas Nachkommen von Morrison ausfindig machen und veröffentlichte die Ergebnisse seiner Recherche im Januar 2022 im American Music Magazine.

## Diskografie
| Jahr | Titel                                       | Label #            |
| ---- | ------------------------------------------- | ------------------ |
| 1958 | Rock and Roll Itch / Airforce Blues         | Metro 100          |
| 1958 | Rock and Roll Itch / Airforce Blues         | Mida 100           |
| 1959 | Sloppy, Sloppy Suzie / Didn’t I Tell You?   | Mida 108           |
| 1963 | Ace In the Hole / Bill Bailey               | Curly Q C.Q.-001/2 |
|      | My Old Stand By / The Used Car Blues        | Curly Q 5707       |
|      | My Old Stand By / The Used Car Blues        | Curly Q 5707       |
|      | That Ace In the Hole / Bill Bailey          | Curly Q 5708       |
|      | You Made Me Happy Again / The Campfire Song | Curly Q 5709       |
|      | Oh Lonesome Me / West Virginia Love In      | Curly Q BP-219     |
|      | Old Man Honest /?                           | Maridene 103       |